# Gonzalo Maroni
Gonzalo Maroni (Córdoba, Argentina; 18 de marzo de 1999) es un futbolista argentino, se desempeña como extremo y su equipo actual es el Newell's Old Boys de la Primera División de Argentina, a préstamo desde Boca Juniors.

## Trayectoria

### Instituto de Córdoba
Nacido en la ciudad de Córdoba, en el seno de una familia fanática de Instituto. Formó parte de las divisiones inferiores del club de sus amores desde los 10 años y se mantuvo ahí hasta los 16. Tuvo la oportunidad de formar parte de las juveniles del Club Atlético Belgrano, al cual su familia y él rechazaron por su reconocido fanatismo por La Gloria.
Antes de hacer su debut en primera, fue tentado por San Lorenzo de Almagro para formar parte del equipo, finalmente, al igual que antes, decidió quedarse a cumplir su sueño de debutar con Instituto.
Debutó en la primera de Instituto a la breve edad de 16 años, en un encuentro correspondiente a la B Nacional del año 2015, disputado en la fecha 28 de la misma, en un partido que ganó el club cordobés frente a su par Atlético Tucumán por un marcador de 1 a 0, en condición de local. Disputó los últimos 18 minutos de ese encuentro ingresando en el complemento en lugar de Franco Miranda y destacó por la frescura que aportó al equipo.
Luego de su debut en la primera del conjunto cordobés, estuvo cerca de ser transferido al Villarreal Club de Fútbol, de la Primera División de España, pero no se llegó a un acuerdo.
Alcanzó a disputar un total de cinco partidos con el equipo cordobés.

### Boca Juniors
Luego de sus breves, pero muy destacadas actuaciones en Instituto, fue rápidamente ojeado por el Club Atlético Boca Juniors, que se interesó en contar con sus servicios.
Finalmente se concretó su transferencia al conjunto xeneize, que se facilitó al existir una deuda del club cordobés con buena parte de su plantel. Boca Juniors desembolsó la importante suma de 600.000 euros, que le sirvieron a Instituto para poder afrontar sus deudas.
Llegó a Boca junto con otro juvenil del club rojiblanco, Agustín Llanos.
Al poco tiempo de arribar al conjunto de la Ribera, pasó a formar parte de la Reserva.
Debutó en Primera frente a Estudiantes de La Plata, en un partido correspondiente a la fecha 15 del Campeonato de Primera División 2016 que Boca perdió 3 a 1 como visitante. Llegó a disputar los últimos 10 minutos del complemento.
Su estreno como titular se produjo el 30 de abril de 2017 ante Arsenal, por la 22ª fecha del Campeonato de Primera División 2016/17. Maroni cuajó una gran actuación e incluso anotó un gol, el último del partido, que finalizó 3-0 a favor. Este fue también su primer gol en Boca y el tercero de su carrera. 
Ese mismo año ganó el primer título de su carrera. Boca Juniors se consagró Campeón de la Primera División 2016-17 y Maroni comienza a ganar confianza en el equipo.
El 19 de agosto de 2017 marcó un agónico gol contra Cerro Porteño para darle la victoria a su club, faltando dos minutos para el fin del encuentro. En ese mismo partido Cerro Porteño  reinauguraba su estadio.
El 14 de enero de 2018 fue titular en un partido amistoso contra el Club Deportivo Godoy Cruz Antonio Tomba, siendo la figura del equipo y marcando el descuento.

### Talleres de Córdoba
Gonzalo llegó a Talleres en concepto de préstamo sin opción de compra a mediados de julio de 2018; llegó al "Matador" en busca de continuidad y rodaje, algo que no pudo conseguir en el "Xeneize" a pesar de sus buenas actuaciones cada vez que le tocó saltar a la cancha. Debutó en el equipo el 18 de agosto frente a Rosario Central por la fecha 2 de la Superliga Argentina.

## Selección nacional

### Participaciones en Sudamericanos juveniles
| Campeonato               | Sede  | Resultado  | Partidos | Goles |
| ------------------------ | ----- | ---------- | -------- | ----- |
| Sudamericano Sub-20 2019 | Chile | Subcampeón | 6        | 2     |

### Participaciones en Copas del Mundo juveniles
| Torneo                   | Sede    | Resultado        | Partidos | Goles |
| ------------------------ | ------- | ---------------- | -------- | ----- |
| Copa Mundial Sub-20 2019 | Polonia | Octavos de final | 2        | 0     |

## Estadísticas

### Clubes
Actualizado hasta su último partido disputado el 13 de julio de 2025.
| Club                              | Div.          | Temporada     | Liga  | Liga  | Liga   | Copas nacionales | Copas nacionales | Copas nacionales | Torneos internacionales | Torneos internacionales | Torneos internacionales | Total | Total | Total  |
| Club                              | Div.          | Temporada     | Part. | Goles | Asist. | Part.            | Goles            | Asist.           | Part.                   | Goles                   | Asist.                  | Part. | Goles | Asist. |
| --------------------------------- | ------------- | ------------- | ----- | ----- | ------ | ---------------- | ---------------- | ---------------- | ----------------------- | ----------------------- | ----------------------- | ----- | ----- | ------ |
| Instituto de Córdoba Argentina    | 2.ª           | 2015          | 5     | 0     | 0      | —                | —                | —                | —                       | —                       | —                       | 5     | 0     | 0      |
| Instituto de Córdoba Argentina    | Total club    | Total club    | 5     | 0     | 0      | 0                | 0                | 0                | 0                       | 0                       | 0                       | 5     | 0     | 0      |
| C. A. Boca Juniors Argentina      | 1.ª           | 2016          | 1     | 0     | 0      | —                | —                | —                | —                       | —                       | —                       | 1     | 0     | 0      |
| C. A. Boca Juniors Argentina      | 1.ª           | 2016-17       | 2     | 1     | 0      | —                | —                | —                | —                       | —                       | —                       | 2     | 1     | 0      |
| C. A. Boca Juniors Argentina      | 1.ª           | 2017-18       | 6     | 0     | 0      | —                | —                | —                | —                       | —                       | —                       | 6     | 0     | 0      |
| C. A. Boca Juniors Argentina      | Total club    | Total club    | 9     | 1     | 0      | 16               | 4                | 0                | 8                       | 0                       | 0                       | 33    | 5     | 0      |
| Talleres de Córdoba Argentina     | 1.ª           | 2018-19       | 17    | 2     | 1      | 2                | 0                | 0                | 2                       | 0                       | 0                       | 21    | 2     | 1      |
| Talleres de Córdoba Argentina     | Total club    | Total club    | 17    | 2     | 1      | 2                | 0                | 0                | 2                       | 0                       | 0                       | 21    | 2     | 1      |
| U. C. Sampdoria · Italia          | 1.ª           | 2019-20       | 5     | 0     | 1      | 2                | 1                | 0                | —                       | —                       | —                       | 7     | 1     | 1      |
| U. C. Sampdoria · Italia          | Total club    | Total club    | 5     | 0     | 1      | 2                | 1                | 0                | 0                       | 0                       | 0                       | 7     | 1     | 1      |
| C. A. Boca Juniors Argentina      | 1.ª           | 2020          | —     | —     | —      | 5                | 0                | 0                | 4                       | 0                       | 0                       | 9     | 0     | 0      |
| C. A. Boca Juniors Argentina      | 1.ª           | 2021          | —     | —     | —      | 11               | 4                | 0                | 4                       | 0                       | 0                       | 15    | 4     | 0      |
| C. A. Boca Juniors Argentina      | Total club    | Total club    | 9     | 1     | 0      | 16               | 4                | 0                | 8                       | 0                       | 0                       | 33    | 5     | 0      |
| Atlas F. C. · México              | 1.ª           | 2021-22       | 10    | 0     | 1      | —                | —                | —                | —                       | —                       | —                       | 10    | 0     | 1      |
| Atlas F. C. · México              | Total club    | Total club    | 10    | 0     | 1      | 0                | 0                | 0                | 0                       | 0                       | 0                       | 10    | 0     | 1      |
| C. A. San Lorenzo Argentina       | 1.ª           | 2022          | 8     | 0     | 0      | —                | —                | —                | —                       | —                       | —                       | 8     | 0     | 0      |
| C. A. San Lorenzo Argentina       | 1.ª           | 2023          | 12    | 1     | 1      | 18               | 1                | 2                | 8                       | 2                       | 1                       | 38    | 4     | 4      |
| C. A. San Lorenzo Argentina       | Total club    | Total club    | 20    | 1     | 1      | 18               | 1                | 2                | 8                       | 2                       | 1                       | 46    | 4     | 4      |
| C. A. Tigre Argentina             | 1.ª           | 2024          | 25    | 3     | 4      | 13               | 0                | 0                | —                       | —                       | —                       | 38    | 3     | 4      |
| C. A. Tigre Argentina             | Total club    | Total club    | 25    | 3     | 4      | 13               | 0                | 0                | 0                       | 0                       | 0                       | 38    | 3     | 4      |
| C. A. Newell's Old Boys Argentina | 1.ª           | 2025          | 17    | 1     | 2      | 2                | 1                | 0                | —                       | —                       | —                       | 19    | 2     | 2      |
| C. A. Newell's Old Boys Argentina | Total club    | Total club    | 17    | 1     | 2      | 2                | 1                | 0                | 0                       | 0                       | 0                       | 19    | 2     | 2      |
| Total carrera                     | Total carrera | Total carrera | 108   | 8     | 10     | 53               | 7                | 1                | 18                      | 2                       | 1                       | 179   | 17    | 13     |
| 1. 2.                             |               |               |       |       |        |                  |                  |                  |                         |                         |                         |       |       |        |

## Palmarés

### Campeonatos nacionales
| Título                      | Equipo             | País      | Año     |
| --------------------------- | ------------------ | --------- | ------- |
| Primera División            | C. A. Boca Juniors | Argentina | 2016-17 |
| Primera División            | C. A. Boca Juniors | Argentina | 2017-18 |
| Copa de la Liga Profesional | C. A. Boca Juniors | Argentina | 2020    |
| Primera División            | Atlas F. C.        | México    | A-2021  |
| Primera División            | Atlas F. C.        | México    | C-2022  |

### Campeonatos internacionales
| Título               | Equipo           | Sede    | Año  |
| -------------------- | ---------------- | ------- | ---- |
| Torneo de la Alcudia | Argentina sub-20 | Alcudia | 2018 |